# Hylaeus borchii
Hylaeus borchii är en biart som beskrevs av Rayment 1935. Hylaeus borchii ingår i släktet citronbin, och familjen korttungebin. Inga underarter finns listade i Catalogue of Life.